# Les Bidochon relancent leur couple
Les Bidochon relancent leur couple est le vingt-deuxième album de la série Les Bidochon créée par Christian Binet, paru en 2019,,

## Synopsis
Dans ce tome, après plus de 7 ans d'absence, le couple, surtout guidé par Raymonde qui assiste à des réunions féminines de démonstration de sex-toys, décide d'essayer les techniques modernes pour relancer leur vie sexuelle.

## Commentaires
- Après avoir vécu une longue vie paisible et s'être essayé au ramassage des poubelles et au choix des ampoules à basse consommation, le couple redonne du piment à sa vie intime.
- Critique acerbe de la chirurgie esthétique, des réunions sex-toys, des conseils des copines et des fantasmes assumés de la part de Binet.

## Couverture
Raymonde, dans une tenue sexy de lapin, car Robert aime le civet de lapin, est toute offerte devant Robert qui cale devant un mode d'emploi.